# 池端花奈恵
池端 花奈恵（いけはた かなえ、1982年12月10日 - ）は、日本の長野県出身のフェンシング（フルーレ）選手。

## 概要
同志社大学卒業。2009年から京都府立乙訓高等学校保健体育教諭。フェンシング部の顧問を務めている。2007年、世界選手権の団体で3位に入り、2010年、アジア選手権の個人でも3位に入った。2011年、6回目の世界選手権代表に選ばれ、2012年、ワールドカップトリノ大会で3位に入る。同年のロンドンオリンピックでフェンシングの日本代表に選ばれ、女子フルーレ団体で7位、個人で8位に入賞した。